# Claus Sönksen
Claus Hermann Sönksen (* 24. Juli 1933 in Widminnen) ist ein ehemaliger deutscher Diplomat, der unter anderem zwischen 1964 und 1970 als Persönlicher Referent ein enger Mitarbeiter von Willy Brandt und später zwischen 1989 und 1991 Botschafter in Kuwait sowie von 1991 bis 1994 Botschafter in Laos war.

## Leben
Sönksen begann nach dem Schulbesuch 1954 ein Studium der Rechtswissenschaften, das er nach dem juristischen Vorbereitungsdienst 1962 mit der Zweiten juristischen Staatsprüfung abschloss. 1962 wurde er Mitarbeiter der Senatsverwaltung Berlin und war dort zuletzt zwischen 1964 und 1966 Persönlicher Referent des Regierenden Bürgermeisters, Willy Brandt. Nachdem Willy Brandt am 1. Dezember 1966 das Amt des Bundesministers des Auswärtigen übernommen hatte, blieb er bis zum 21. Oktober 1969 dessen Persönlicher Referent. Als solcher war er neben dem Leiter des Ministerbüros, Hans Arnold, einer der engsten Mitarbeiter Brandts. Nach dem Amtsantritt Willy Brandts als Bundeskanzler am 21. Oktober 1969 blieb er weiterhin dessen persönlicher Referent und zugleich Leiter des Kanzlerbüros im Bundeskanzleramt.
Nach Beendigung dieser Funktion wechselte Sönksen 1970 in den auswärtigen Dienst und war anfangs bis 1975 Botschaftsrat an der Botschaft in den USA sowie danach zwischen 1975 und 1979 Mitarbeiter an der Botschaft in Thailand, ehe er von 1979 bis 1982 Verwendung an der Botschaft in Frankreich fand. Daraufhin war er zwischen 1982 und 1986 Leiter des Referats IV A 2 (Frankreich, Belgien, Niederlande, Luxemburg, Italien, Schweiz, Österreich) der Unterabteilung IV A der Abteilung IV (Ausland) des Presse- und Informationsamtes der Bundesregierung.
1986 kehrte Sönksen in den auswärtigen Dienst zurück und war als Nachfolger von Harald Busse bis 1989 Generalkonsul in Kalkutta. Diesen Posten bekleidete er bis 1989 und wurde daraufhin durch Richard Giesen abgelöst. Anschließend wurde er 1989 Botschafter in Kuwait. Er verblieb auf diesem Posten bis 1991 und wurde durch Gunter Mulack abgelöst. Im Anschluss daran löste er wiederum 1991 Helmut Arndt als Botschafter in Laos ab. Diese Funktion übte er bis 1994 aus und wurde durch Ulrich Dreesen abgelöst.
Zuletzt war Sönksen vom 31. Oktober 1994 bis zu seinem Eintritt in den Ruhestand 1998 Generalkonsul in Miami.